# Општина Макуспана (Табаско)
Макуспана (шп. Macuspana) општина је у Мексику у савезној држави Табаско. Општина се налази на надморској висини од 10 м.

## Становништво
Према подацима из 2010. у општини је живело 153132 становника.

### Хронологија
| Година       | 2000                   | 2005                   | 2010                   |
| ------------ | ---------------------- | ---------------------- | ---------------------- |
| Становништво | 133985 (66384 / 67601) | 142954 (70393 / 72561) | 153132 (75220 / 77912) |

### Попис
| \| \| м \| \| \| ж \| \| 0—2 \| 4.513 \| \| \| 4.210 \| \| 3—5 \| 4.787 \| \| \| 4.673 \| \| 6—11 \| 9.306 \| \| \| 9.266 \| \| 12—14 \| 4.669 \| \| \| 4.608 \| \| 15—17 \| 4.890 \| \| \| 4.907 \| \| 18—24 \| 10.207 \| \| \| 10.699 \| \| 60+ \| 5.777 \| \| \| 5.954 \| \| Просек : \| 28,0 \| \| \| 28,7 \| |        |  |  |        |
| |        |  |  |        |
| | м      |  |  | ж      |
| 0—2 | 4.513  |  |  | 4.210  |
| 3—5 | 4.787  |  |  | 4.673  |
| 6—11 | 9.306  |  |  | 9.266  |
| 12—14 | 4.669  |  |  | 4.608  |
| 15—17 | 4.890  |  |  | 4.907  |
| 18—24 | 10.207 |  |  | 10.699 |
| 60+ | 5.777  |  |  | 5.954  |
| Просек : | 28,0   |  |  | 28,7   |

| #   | Индикатор                                                                                        | Вредност |
| --- | ------------------------------------------------------------------------------------------------ | -------- |
| 1   | Становништво од 0 до 2 године                                                                    | 8723     |
| 2   | Мушко становништво од 0 до 2 године                                                              | 4513     |
| 3   | Женско становништво од 0 до 2 године                                                             | 4210     |
| 4   | Становништво са 3 и више година                                                                  | 143163   |
| 5   | Мушко становништво са 3 и више година                                                            | 70080    |
| 6   | Женско становништво са 3 и више година                                                           | 73083    |
| 7   | Становништво са 5 и више година                                                                  | 136833   |
| 8   | Мушко становништво са 5 и више година                                                            | 66855    |
| 9   | Женско становништво са 5 и више година                                                           | 69978    |
| 10  | Становништво са 12 и више година                                                                 | 115131   |
| 11  | Мушко становништво са 12 и више година                                                           | 55987    |
| 12  | Женско становништво са 12 и више година                                                          | 59144    |
| 13  | Становништво са 15 и више година                                                                 | 105854   |
| 14  | Мушко становништво са 15 и више година                                                           | 51318    |
| 15  | Женско становништво са 15 и више година                                                          | 54536    |
| 16  | Становништво са 18 и више година                                                                 | 96057    |
| 17  | Мушко становништво са 18 и више година                                                           | 46428    |
| 18  | Женско становништво са 18 и више година                                                          | 49629    |
| 19  | Становништво од 3 до 5 година                                                                    | 9460     |
| 20  | Мушко становништво од 3 до 5 година                                                              | 4787     |
| 21  | Женско становништво од 3 до 5 година                                                             | 4673     |
| 22  | Становништво од 6 до 11 година                                                                   | 18572    |
| 23  | Мушко становништво од 6 до 11 година                                                             | 9306     |
| 24  | Женско становништво од 6 до 11 година                                                            | 9266     |
| 25  | Становништво од 8 до 14 година                                                                   | 21603    |
| 26  | Мушко становништво од 8 до 14 година                                                             | 10856    |
| 27  | Женско становништво од 8 до 14 година                                                            | 10747    |
| 28  | Становништво од 12 до 14 година                                                                  | 9277     |
| 29  | Мушко становништво од 12 до 14 година                                                            | 4669     |
| 30  | Женско становништво од 12 до 14 година                                                           | 4608     |
| 31  | Становништво од 15 до 17 година                                                                  | 9797     |
| 32  | Мушко становништво од 15 до 17 година                                                            | 4890     |
| 33  | Женско становништво од 15 до 17 година                                                           | 4907     |
| 34  | Становништво од 18 до 24 године                                                                  | 20906    |
| 35  | Мушко становништво од 18 до 24 године                                                            | 10207    |
| 36  | Женско становништво од 18 до 24 године                                                           | 10699    |
| 37  | Женско становништво од 15 до 49 година                                                           | 42786    |
| 38  | Становништво са 60 и више година                                                                 | 11731    |
| 39  | Мушко становништво са 60 и више година                                                           | 5777     |
| 40  | Женско становништво са 60 и више година                                                          | 5954     |
| 41  | Однос између мушкараца и жена                                                                    | 96.54    |
| 42  | Становништво од нуле до 14 година                                                                | 46032    |
| 43  | Становништво од 15 до 64 године                                                                  | 97566    |
| 44  | Становништво од 65 година и више                                                                 | 8288     |
| 45  | Просечан број деце                                                                               | 2.48     |
| 46  | Становништво рођено у ентитету                                                                   | 145477   |
| 47  | Мушко становништво рођено у ентитету                                                             | 71453    |
| 48  | Женско становништво рођено у ентитету                                                            | 74024    |
| 49  | Становништво рођено у другом ентитету                                                            | 6092     |
| 50  | Мушко становништво рођено у другом ентитету                                                      | 3009     |
| 51  | Женско становништво рођено у другом ентитету                                                     | 3083     |
| 52  | Становништво од 5 година и више резидентно у ентитету у јуну 2005. године                        | 135079   |
| 53  | Мушко становништво старосног доба од 5 година и више, резидентно у ентитету у јуну 2005. године  | 65954    |
| 54  | Женско становништво старосног доба од 5 и више година, резидентно у ентитету у јуну 2005. године | 69125    |
| 55  | Становништво од 5 година и више које је живело у другом ентитету у јуну 2005. године             | 1203     |
| 56  | Мушко становништво старије од 5 година које је живело у другом ентитету у јуну 2005. године      | 619      |
| 57  | Женско становништво старије од 5 година које је живело у другом ентитету у јуну 2005. године     | 584      |
| 58  | Становништво од 3 године и више које говори аутохтони језик                                      | 6049     |
| 59  | Мушко становништво старо 3 године и више које говори аутохтони језик                             | 3229     |
| 60  | Женско становништво старо 3 године и више које говори аутохтони језик                            | 2820     |
| 61  | Становништво од 3 године и више које говори аутохтони језик и не говори шпански језик            | 77       |
| 62  | Мушко становништво старо 3 године и више које говори аутохтони језик и не говори шпански         | 21       |
| 63  | Женско становништво старо 3 године и више које говори аутохтони језик и не говори шпански језик  | 56       |
| 64  | Становништво старо 3 године и више које говори аутохтони језик и шпански                         | 5717     |
| 65  | Мушко становништво старо 3 године и више које говори аутохтони језик и шпански                   | 3088     |
| 66  | Женско становништво старо 3 године и више које говори аутохтони језик и шпански                  | 2629     |
| 67  | Становништво од 5 година и више које говори аутохтони језик                                      | 6004     |
| 68  | Становништво од 5 година и више које говори аутохтони језик и не говори шпански језик            | 65       |
| 69  | Становништво од 5 година и више које говори аутохтони језик и говори шпански језик               | 5688     |
| 70  | Становништво у домородачким домаћинствима                                                        | 15364    |
| 71  | Становништво са ограничењима у активностима                                                      | 6197     |
| 72  | Становништво са ограниченим ходањем или кретањем, горе или доле                                  | 3037     |
| 73  | Становници са ограничењима вида, чак и уз кориштење сочива                                       | 2030     |
| 74  | Становништво са ограничењима говора, комуникације или конверзације                               | 641      |
| 75  | Становништво са ограниченим слухом                                                               | 628      |
| 76  | Становништво са ограничењима при одевању, купању или јелу                                        | 256      |
| 77  | Становништво са ограничењима у опажању или учењу једноставних ствари                             | 329      |
| 78  | Становништво са менталним ограничењима                                                           | 720      |
| 79  | Становништво без ограничења активности                                                           | 144707   |
| 80  | Становништво од 3 до 5 година које не похађа школу                                               | 2962     |
| 81  | Мушко становништво од 3 до 5 година које не похађа школу                                         | 1532     |
| 82  | Женско становништво од 3 до 5 година које не похађа школу                                        | 1430     |
| 83  | Становништво од 6 до 11 година које не похађа школу                                              | 372      |
| 84  | Мушко становништво од 6 до 11 година које не похађа школу                                        | 184      |
| 85  | Женско становништво од 6 до 11 година које не похађа школу                                       | 188      |
| 86  | Становништво од 12 до 14 година које не похађа школу                                             | 548      |
| 87  | Мушко становништво од 12 до 14 година које не похађа школу                                       | 261      |
| 88  | Женско становништво од 12 до 14 година које не похађа школу                                      | 287      |
| 89  | Становништво од 15 до 17 година похађа школу                                                     | 7256     |
| 90  | Мушко становништво од 15 до 17 година похађа школу                                               | 3729     |
| 91  | Женско становништво између 15 и 17 година живота у школи                                         | 3527     |
| 92  | Становништво од 18 до 24 године похађа школу                                                     | 5369     |
| 93  | Мушко становништво од 18 до 24 године похађа школу                                               | 2883     |
| 94  | Женско становништво од 18 до 24 године похађа школу                                              | 2486     |
| 95  | Становништво од 8 до 14 година које не може да чита и пише                                       | 997      |
| 96  | Мушко становништво старосног доба од 8 до 14 година које не може да чита и пише                  | 553      |
| 97  | Женско становништво старосног доби од 8 до 14 година које не може да чита и пише                 | 444      |
| 98  | Становништво од 15 година и више које је неписмено                                               | 8405     |
| 99  | Мушко становништво од 15 година и више које је неписмено                                         | 2890     |
| 100 | Женско становништво од 15 година и више које је неписмено                                        | 5515     |
| 101 | Становништво старо 15 и више година без школовања                                                | 6281     |
| 102 | Мушко становништво старо 15 и више година без школовања                                          | 2154     |
| 103 | Женско становништво старо 15 и више година без школовања                                         | 4127     |
| 104 | Становништво старосног доба 15 и више година са непотпуним основним образовањем                  | 16611    |
| 105 | Мушко становништво старосног доба од 15 година и више са непотпуном основним образовањем         | 7630     |
| 106 | Женско становништво старосног доба 15 и више година са непотпуном основним образовањем           | 8981     |
| 107 | Становништво старо 15 и више година са комплетним основним образовањем                           | 16469    |
| 108 | Мушко становништво старо 15 година и више са комплетним основним образовањем                     | 7740     |
| 109 | Женско становништво старо 15 и више година са комплетним основним образовањем                    | 8729     |
| 110 | Становништво старосног доба 15 и више година са непотпуним средњим образовањем                   | 4667     |
| 111 | Мушко становништво старосног доба од 15 година и више са непотпуним средњим образовањем          | 2430     |
| 112 | Женско становништво старосног доба од 15 година и више са непотпуним средњим образовањем         | 2237     |
| 113 | Становништво старо 15 и више година са пуним секундарном образовањем                             | 26003    |
| 114 | Мушко становништво старосног доба од 15 година и више са пуним секундарном образовањем           | 12827    |
| 115 | Женско становништво старосног доба од 15 година и више са пуним секундарном образовањем          | 13176    |
| 116 | Становништво старије од 18 година са постосновним образовањем                                    | 31683    |
| 117 | Мушко становништво старије од 18 година са постосновним образовањем                              | 16615    |
| 118 | Женско становништво старије од 18 година са постосновним образовањем                             | 15068    |
| 119 | Просечна оцена школовања                                                                         | 8.33     |
| 120 | Просечан ниво образовања мушке популације                                                        | 8.66     |
| 121 | Просечан ниво образовања женског становништва                                                    | 8.02     |
| 122 | Економски активно становништво                                                                   | 52158    |
| 123 | Економски активна мушка популација                                                               | 40708    |
| 124 | Економски активна женска популација                                                              | 11450    |
| 125 | Становништво које није економски активно                                                         | 62327    |
| 126 | Мушко становништво које није економски активно                                                   | 14831    |
| 127 | Женско становништво које није економски активно                                                  | 47496    |
| 128 | Запослено становништво                                                                           | 49071    |
| 129 | Запослено мушко становништво                                                                     | 38066    |
| 130 | Запослено женско становништво                                                                    | 11005    |
| 131 | Незапослена популација                                                                           | 3087     |
| 132 | Незапослена мушка популација                                                                     | 2642     |
| 133 | Незапослена женска популација                                                                    | 445      |
| 134 | Становништво без права на здравствене услуге                                                     | 29649    |
| 135 | Становништво које има право на здравствене услуге                                                | 121996   |
| 136 | Становништво које има право на ИМСС                                                              | 8895     |
| 137 | Становништво које има право на социјално осигурање                                               | 5203     |
| 138 | Становништво које има право на државно социјално осигурање                                       | 2790     |
| 139 | Становништво које има право на опште осигурање или здравствено осигурање за нову генерацију      | 90595    |
| 140 | Становништво које је било једном или није било у браку током 12 година и више                    | 39869    |
| 141 | Венчано или уједињено становништво од 12 година и више                                           | 64175    |
| 142 | Становништво које је било у браку или уједињено 12 година и више                                 | 10973    |
| 143 | Становништво са католичком религијом                                                             | 116293   |
| 144 | Протестанти, еванђелисти и библијски следбеници различити од еванђелиста                         | 27366    |
| 145 | Становништво са другим религијама различитим од претходних                                       | 26       |
| 146 | Становништво без религије                                                                        | 6880     |
| 147 | Укупно пописаних домаћинства                                                                     | 37539    |
| 148 | Пописна домаћинства на челу са мушкарцима                                                        | 29397    |
| 149 | Пописна домаћинства на челу са женама                                                            | 8142     |
| 150 | Становништво у пописним домаћинствима                                                            | 151760   |
| 151 | Становништво у пописним домаћинствима на челу са мушкарцима                                      | 123972   |
| 152 | Становништво у пописним домаћинствима на челу са женама                                          | 27788    |
| 153 | Укупно домаћинстава                                                                              | 43172    |
| 154 | Укупно насељених домаћинстава                                                                    | 37937    |
| 155 | Укупно приватних кућа                                                                            | 42774    |
| 156 | Насељени приватни домови                                                                         | 37539    |
| 157 | Укупно насељених приватних кућа                                                                  | 37936    |
| 158 | Ненасељене приватне куће                                                                         | 3902     |
| 159 | Појединачна домаћинства за привремену употребу                                                   | 1333     |
| 160 | Становници у насељеним приватним кућама                                                          | 151760   |
| 161 | Насељеност станара у приватним становима                                                         | 4.04     |
| 162 | Просечно становника по соби у приватним насељеним домаћинствима                                  | 1.38     |
| 163 | Појединачна домаћинства са подовима од различитих материјала од земље                            | 33064    |
| 164 | Појединачна домаћинства у приземљу                                                               | 4337     |
| 165 | Појединачна домаћинства са једном спаваћом собом                                                 | 16874    |
| 166 | Појединачна домаћинства са две спаваће собе и више                                               | 20488    |
| 167 | Појединачна домаћинства са једним собом                                                          | 7061     |
| 168 | Појединачна домаћинства са две собе                                                              | 7421     |
| 169 | Појединачна домаћинства са 3 собе и више                                                         | 22837    |
| 170 | Појединачна домаћинства која имају електрично светло                                             | 36843    |
| 171 | Појединачна домаћинства која немају електрично светло                                            | 633      |
| 172 | Појединачна домаћинства која имају водоводну воду у стамбеном простору                           | 22034    |
| 173 | Појединачна домаћинства која немају водоводну воду у стамбеном простору                          | 15380    |
| 174 | Појединачна домаћинства која имају тоалет                                                        | 34822    |
| 175 | Појединачна домаћинства која имају канализацију                                                  | 34747    |
| 176 | Појединачна домаћинства која немају канализацију                                                 | 2405     |
| 177 | Појединачна домаћинства која имају електрично светло, довод воде из јавне мреже и канализацију   | 21133    |
| 178 | Појединачна домаћинства без икаквих услова                                                       | 1781     |
| 179 | Појединачна домаћинства која имају радио                                                         | 24581    |
| 180 | Појединачна домаћинства која имају телевизор                                                     | 32691    |
| 181 | Појединачна домаћинства која имају фрижидер                                                      | 30015    |
| 182 | Појединачна домаћинства која имају машину за веш                                                 | 23035    |
| 183 | Појединачна домаћинства која имају аутомобил или комби                                           | 7817     |
| 184 | Појединачна домаћинства која имају рачунар                                                       | 5527     |
| 185 | Појединачна домаћинства која имају фиксну телефонску линију                                      | 6260     |
| 186 | Појединачна домаћинства која имају мобилни телефон                                               | 20769    |
| 187 | Појединачна домаћинства која имају приступ интернету                                             | 3004     |